# حموت (ضلكوت)
حموت منطقة سكنية تقع في ولاية ضلكوت، التابعة لمحافظة ظفار في سلطنة عمان. يقدر عدد سكانها بـ 8 نسمة حسب إحصاء عام 2010 التابع للمركز الوطني للإحصاء والمعلومات الحكومي. رمز المنطقة هو 20640120.

## الوصلات الخارجية
- المركز الوطني للإحصاء والمعلومات، سلطنة عمان